# Lovekiller
Pistes de Lovekiller
Microphone Only You Can Save Me
Lovekiller est le troisième single du 5e album studio de Darin, intitulé lui aussi LoveKiller. 

## Clip
Le clip de LoveKiller, réalisé par Mikeadelica, a été dévoilé la première fois sur internet le 27 octobre 2010.